# 中村吉伸 (化学者)
中村 吉伸（なかむら よしのぶ、1954年 - ）は、日本の化学者。大阪工業大学工学部応用化学科教授。学術博士（神戸大学）。日本接着学会元理事・関西支部長。日本ゴム協会元関西支部幹事。高分子学会関西支部元幹事。フィラー研究会元監事。大阪工研協会ニューフロンティア材料部会元幹事。大阪産業技術研究所・大阪商工会議所との共同推進機関OIT-P（Osaka Industrial Technology Platform; 地域産業技術プラットフォーム）のメンバー。
専門は、高分子化学・界面化学、複合材料など。

## 経歴
1973年大阪府立夕陽丘高等学校卒業。1978年神戸大学工学部工業化学科卒業。1980年同大学大学院工学研究科工業化学専攻修士課程修了。1983年同大学院自然科学研究科物質科学専攻博士課程修了、学術博士（神戸大学）。日東電工中央研究所を経て、1997年大阪工業大学工学部応用化学科に助教授として着任。2002年同学科教授。
主な所属学会は、日本化学会、日本ゴム協会、日本接着学会、高分子学会、マテリアルライフ学会、エポキシ樹脂技術協会、フィラー研究会など。

## 主な著書
- 基礎化学（共著、丸善2003、学術書）[2]
- シランカップリング剤の効果と使用法 全面改訂版（共著・監修、S&T出版2012、学術書）[3]
- 電子部品用エポキシ樹脂の最新技術（共著、シーエムシー出版2006、学術書）
- 新材料・新素材シリーズ 元素ブロック高分子（共著、シーエムシー出版2015、学術書）[4]
- 高分子微粒子ハンドブック（共著、シーエムシー出版2017、学術書）[5]
- 封止・バリア・シーリングに関する材料，成形製膜，応用の最新技術（共著、技術情報協会2021、学術書）
- エポキシ樹脂の設計技術と市場2022（共著、シーエムシー出版2022、学術書）[6]

## 主な受賞
- 文部科学大臣表彰科学技術賞技術部門(2005)
- 日本接着学会賞(2006)[7]
- 日本接着学会功績賞(2019)[8]
- 複合材料界面科学研究会進歩賞(2002)?
- 合成樹脂工業協会I.O.T.賞(1992)

## 主な研究論文・研究
- 中村吉伸, 飯田健郎「粒子充填複合材料の界面の接着性が力学特性に及ぼす効果」『日本接着学会誌』第37巻第2号、2001年、57-65頁、doi:10.11618/adhesion.37.57。
- 中村吉伸, 竹内一眞, 釜口章弘, 鍋田宗明, 飯田健郎「PVC/PVAブレンドのモルフォロジーと力学特性」『日本接着学会誌』第43巻第2号、2007年、43-49頁、doi:10.11618/adhesion.43.43。
- 中村吉伸, 嘉流望, 野田昌代, 藤井秀司「シランカップリング剤処理における加水分解および縮合反応のコントロール」『日本接着学会誌』第52巻第1号、2016年、9-15頁、doi:10.11618/adhesion.52.9。
- 中村吉伸「高分子複合材料の界面と力学特性に関する研究」『日本接着学会誌』第42巻第12号、2006年、513-518頁、doi:10.11618/adhesion.42.513。
- エジプト古代壁画保存用接着剤の開発

応用化学の対外啓蒙活動として、近畿化学協会主催第39期研修塾2017での講師（テーマ：古代エジプト遺跡を接着技術がまもる）を務め、高校生向けには、高大連携プログラム「夢発見ゼミ」2018（常翔学園高校）で講師を務めた。